# Pavel Pankov
Pavel Vadimovich Pankov (russo:  Павел Вадимович Панков; IPA: [ˈpavʲɪɫ pɐnˈkof]; Moscou, 14 de agosto de 1995) é um voleibolista indoor russo que atua na posição de levantador.

## Carreira
Seu pai, Vadim Pankov, é treinador de voleibol. Sua mãe, Marina Pankova, é ex-jogadora de vôlei e campeã olímpica em 1988. Ele integrou a equipe de voleibol do Comitê Olímpico Russo nos Jogos Olímpicos de Verão de 2020 em Tóquio, quando conquistou a medalha de prata após confronto com a equipe francesa na final.

## Títulos
Dínamo Moscou
- Taça CEV: 2014-15, 2020-21

- Campeonato Russo: 2020-21, 2021-22

- Copa da Rússia: 2020

- Supercopa Russa: 2021, 2022